# Martha Hellion
Martha Hellion (Ciudad de México, 1937) es una artista visual, editora radical y curadora independiente mexicana. Sus estudios formales fueron en arquitectura y diseño de museos; posteriormente continuó especializándose en arte experimental en Inglaterra y los Países Bajos. Desde entonces, su praxis se ha centrado en las ediciones de libros de artistas y otros proyectos multidisciplinarios.

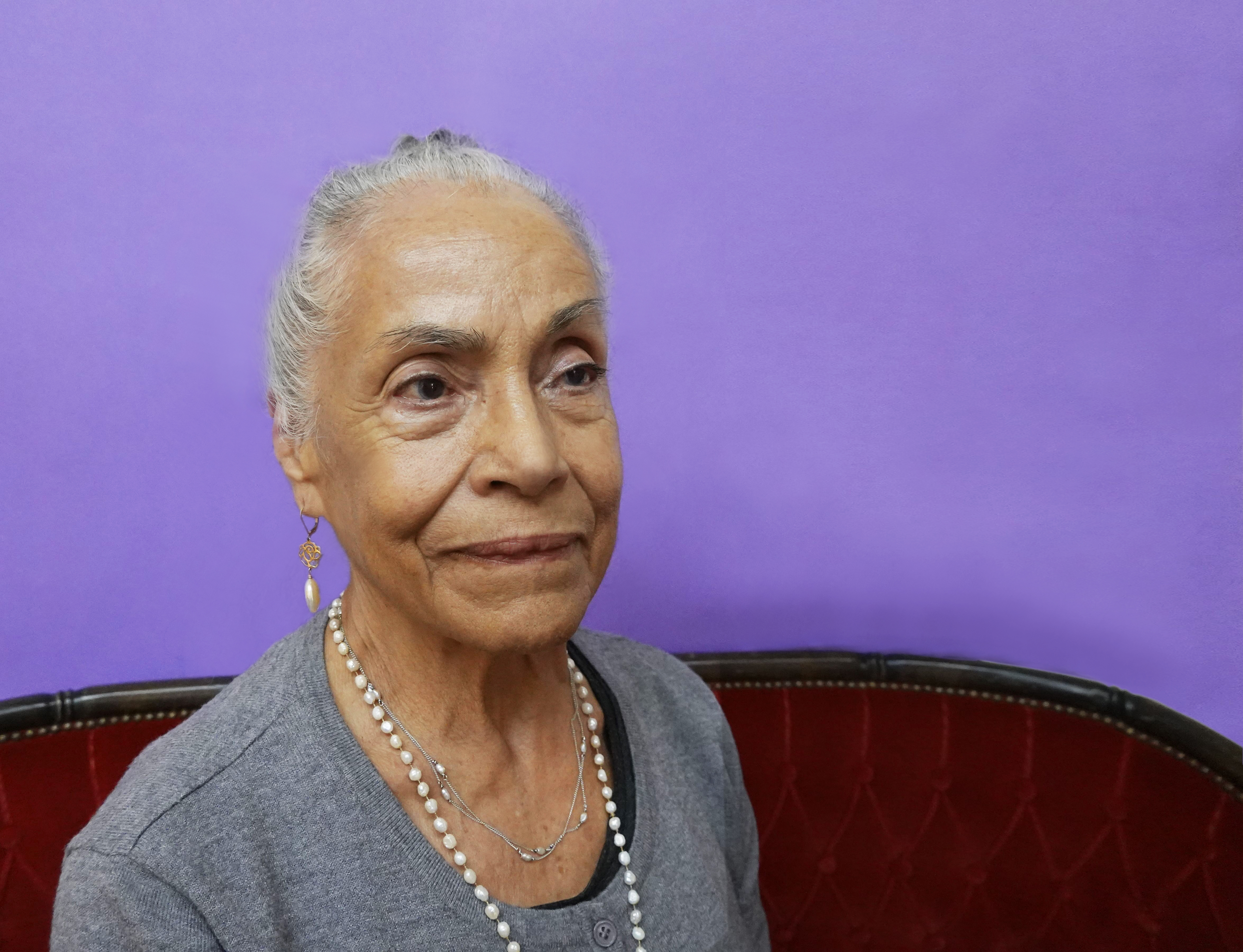
Matha Hellion 2022 en Zúrich.

## Trayectoria
Es cofundadora de la Beau Geste Press en Inglaterra, un proyecto editorial asociado a Fluxus que formó parte de las vanguardias trasnacionales de los años setenta. Hellion se mudó de México a Inglaterra a raíz de la ejecución militar de manifestantes estudiantiles en Tlatelolco (Ciudad de México) en 1968. Con el artista e historiador de arte David Mayor, el dibujante Chris Welch y Madeleine Gallard, fundó la editorial Beau Geste Press en una granja en Devon (Inglaterra). El colectivo publicó ocho números de la revista Schmuck entre 1972 y 1978, con alrededor de 550 ediciones. También publicaron numerosos libros de artistas de Ehrenberg, Mayor y otros artistas y escritores (incluidos Carolee Schneemann, Michael Nyman, Michael Legett, Allen Fisher, Ulises Carrión y Cecilia Vicuña). El objetivo de la revista y de Beau Geste Press fue fomentar las relaciones internacionales entre artistas. Con Schmuck dedicaron temas especiales al arte de varios países: Francia, Alemania, Hungría, Japón, Checoslovaquia e Islandia. Hellion ha realizado diversas actividades en torno a los libros y también ha participado en seminarios especializados donde continúa la investigación sobre libros de artistas. Es editora de Ulises Carrión: Libros de artista (Universidad Nacional Autónoma de México, 2003), entre otros libros. 
Hellion es la fundadora del Centro de Investigación y Documentación sobre Publicaciones de Artistas en la Ciudad de México, una institución que presenta, distribuye y difunde publicaciones.